# Amata trizonata
Amata trizonata är en fjärilsart som beskrevs av Aurivillius 1925. Amata trizonata ingår i släktet Amata och familjen björnspinnare. Inga underarter finns listade i Catalogue of Life.